# Paul Auget
Paul Auget   (Pontoise, c. 1592 - París, 22 de març de 1660) un compositor francès actiu a París sota el regnat de Lluís XIII i sota la regència de Mazzarino.

## Biografia
Va néixer a Pontoise cap al 1592, fill del comerciant de vins François Auget i Edmée Poussin. Els seus germans Pierre Auget i Henri Auget eren comerciants d'orfebres. La família es va establir a París en una data no especificada i no es coneixen les condicions de l'aprenentatge musical de Paul.
És, poc després de 1610 i fins Maig de 1620 almenys, mestre de música de Jean-François de Gondi, abat comendatari de Saint-Aubin d'Angers, degà de l'església de Paris i és quan es tracta, el 1615, d'organitzar la casa d'Anna d'Àustria, que es va casar amb Lluís XIII aquell any, va aprofitar per comprar l'oficina d'un músic a casa seva. Aquesta compra es negocia a través de Painquiny, boticari de Maria de Mèdici (regent de França) i home de palla de Concino Concini, que es guarda tot un any del seu salari.
El 1619 ja havia obtingut un altre càrrec des que va ser citat com a cantor de la capella de música del rei durant el primer semestre, sota les ordres de Nicolas Formé. En aquell moment, era el seu protector Jean-François de Gondi qui era Gran Mestre de la Capella Reial, això probablement ho explicava. Probablement va ser el 1622, a la mort de Michel Fabry, que va comprar el càrrec de mestre de música de la reina-mare Marie de Médicis: fou citat com a titular d'aquest càrrec en dos actes de 1624 i 1625.
El 1625, Auget va comprar a Henry Le Bailly la supervivència del despatx de superintendent de música a la cambra del rei, per al semestre de gener (Antoine Boësset, aleshores el seu fill Jean-Baptiste Boësset, ho va exercir durant el semestre de juliol). Fins i tot abans de la mort de Bailly, Auget va intentar dues vegades desfer-se d'aquest ofici: la primera vegada a Léon Boyer, antic mestre de música de la duquessa de Savoia, per contracte de 12 de setembre de 1631, la segona vegada el 19 de desembre al costat de François Richard. Cada vegada que el rei denegarà la cessió i cancel·larà el contracte.
El 25 de febrer de 1629 es va casar amb Marie Le Camus, filla del notari Jean Le Camus i vídua de Pierre de Cyrano, assessora del rei i tresorera de les ofrenes, almoines i devocions de la seva majestat, cosina de Savinien Cyrano de Bergerac. L'inventari de la propietat de Paul Auget es redacta en previsió del casament.
Sis fills van néixer d'aquest matrimoni entre 1630 i 1642, quatre dels quals van morir a una edat primerenca. El seu fill Nicolas, batejat el 7 de gener de 1633, és fillol de Nicolas Formé però no va sobreviure; el seu fill Jean, cavaller, senyor de Boissy i baró de Monthion, serà president de l'oficina de finances de París i es casarà amb Louise-Geneviève Cousinet, d'on es descendent.
La proximitat d'Auget i Formé es revela pel fet que Formé el nomenarà marmessor. Sens dubte, Auget no era digna d'aquesta confiança, ja que el 29 de maig de 1638, el mateix dia del funeral de Formé, va redactar un poder que permetia al seu germà Pierre seguir l'inventari després de la mort de Formé, és al seu lloc, i estableix el 14 de juny després d'una transacció amb la germana i l'hereva del difunt, Elisabeth Formé, per recuperar tota la finca contra una renda vitalícia de 1600 lt, a excepció d'una casa i alguns llegats. L'acord es va confirmar el 8 d'agost i, per tant, Auget va plantejar demandar a Zacarie Formé, germà de Nicolas, per obtenir la devolució de 8.000 lt de deutes...
El 14 de setembre de 1639, Auget va comprar la senyoria de Saussoy (prop de Doue, Sena i Marne), que comprenia casa senyorial, torre, colomar, estables, graners, estanys i terrenys amb drets de justícia alta, mitjana i baixa, per 7.500 lt. Presta fe i homenatge al seu senyor el 9 de novembre següent.
Per tant, Auget estava molt ocupat augmentant la seva fortuna, que va esdevenir força considerable, tal com revelen nombrosos actes de compra o constitucions anuals aprovats a l'estudi dels notaris Le Semelier (estudi LIX) o Le Cat (estudi XVI) a la seva mort, com també ho demostren els impostos de 1000 lt sobre armament i els impostos mensuals de 100 lt que se li van adreçar el febrer de 1649 (París estava llavors afectada pels problemes de la Fronda). El 1645 va ordenar la venda forçosa de les mercaderies de les monges del convent de Notre-Dame de Saint-Joseph, a Saint-Germain-des-Prés, per obtenir la devolució dels seus deutes.
L'últim rastre de la seva activitat musical no és altre que la seva participació en les cerimònies de coronació del jove Lluís XIV (7 de juny de 1654) a Reims. Va ser Jean de Cambefort (que s'havia casat amb la seva neboda Marie Auget el 1651) qui va rebre el 1656 la supervivència del seu càrrec com a superintendent de música per a la cambra del rei.
Auget va morir a París el 22 de març de 1660. A més dels seus oficis relacionats amb la música, també era escuder i cavaller ordinari de la cambra del rei.
Sabem per les declaracions de Madeleine Jurgens de molts actes que afecten Paul Auget, que revelen una gestió molt activa dels seus assumptes (anualitats, compres, arrendaments, préstecs...). Els registres mostren que va viure el 1625 al carrer de la Vieilleonnaie i a partir del 1627 al carrer dels Prouvaires.

## Obres

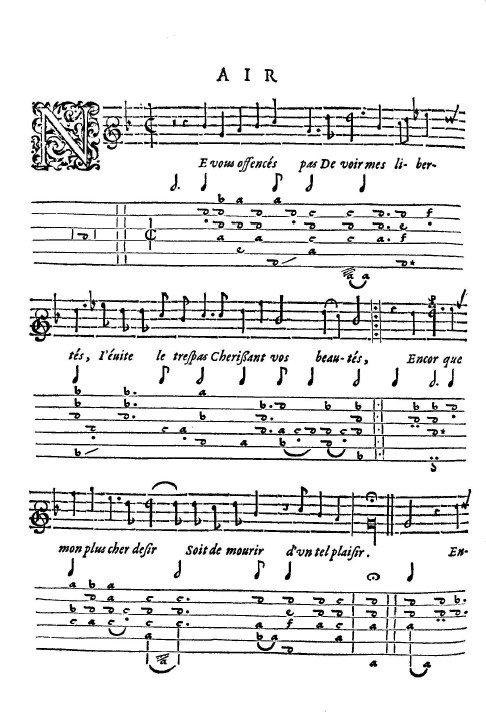
Un aire de Paul Auget als aires de diferents autors...Setè llibre (París: Pierre I Ballard, 1617).

La coneguda producció de Paul Auget és el revers de la seva carrera: molt petita i poc ambiciosa. Només tenim catorze àries d'ell, compostes al començament de la seva carrera, algunes de les quals compostes per a ballets de cours. Són aires d'estructura clàssica: estròfics, amb una harmonia senzilla i un abast reduït.
- - Six airs dans le 7e livre des Airs de différents autheurs mis en tablature de luth par eux-mesmes (Paris: Pierre I Ballard, 1617). RISM 1617, Guillo 2003 1617-A.

Les mateixes sis àries, reduïdes a una sola veu, al segon llibre d'àrees judicials, i per diferents autors (París: Pierre I Ballard, 1617). RISM 1617, Guillo 2003 n° 1617-B.
- - Quatre àries compostes per al Ballet de la Folie donades a París el 1618, impreses a les Airs de diferents autors presentades per ells mateixos, VIIIe livre (París: Pierre I Ballard, 1618). RISM 1618, Guillo 2003 n 1618-A.

Una d'aquestes àries està disponible en una edició moderna al pati per a veu i llaüt (1603-1643), ed. André Verchaly (París: Heugel i Société Française de Musicologie, 1961).
La mateixa veu impresa al IIIe livre d'air de cour i per diferents autors (París: Pierre I Ballard, 1619). RISM 1619, Guillo 2003 n° 1619-A.
- - Un aire en solitari als aires de diferents autors (París: Pierre I Ballard, 1621). RISM 1621, Guillo 2003 n. 1621-B.
  - Una ària composta per al Ballet royal du grand bal de la Douairière de Billebahaut donat l'11 de febrer de 1626, imprès a les Airs de cour amb la tablatura de llaüt d'Anthoine Boesset, tretzè llibre (París: Pierre I Ballard, 1626). RISM 1626, Guillo 2003 n. 1626-A
  - Dues àries compostes per al Ballet de la Serietat i el Grotesc donades al Louvre del 16 de febrer de 1627, imprès a les Airs de cour amb la tablatura de llaüt d'Anthoine Boesset, catorzè llibre (París: Pierre I Ballard, 1628). RISM 1628 i B 3294, Guillo 2003 n. 1628-A
  - El mateix només al VIII llibre d'àrees judicials i de diferents autors (París: Pierre I Ballard, 1628). RISM 1628, Guillo 2003 n. 1628-C.

El mateix per a dues veus del Sixiesme livre d'air de cour à quatre parts d'Anthoine Boesset (París: Pierre I Ballard, 1628). RISM 1628, Guillo 2003 n. 1628-D.